# 王シュレット事件
王シュレット事件（おうシュレットじけん）は、2003年にフジテレビ系列『水10!』の1コーナーとして放送されていたバラエティー番組の『ワンナイR&R』（渡辺琢演出）で、当時福岡ダイエーホークス（現：福岡ソフトバンクホークス）の監督だった王貞治を侮辱する内容のコントがダイエー球団の本拠地である福岡県のテレビ西日本を含めて放送され、フジテレビやテレビ西日本に批判や苦情が寄せられた一部の騒動である。

## 経緯
2003年8月13日、ワンナイR&Rで放送された通販番組を題材にしたコーナー「ジャパネットはかた」で、山口智充と宮迫博之が王の顔の模型を便器内に仕掛けたウォシュレット「王シュレット」を売り込む内容のコントを放送した。
そのコントでは、ビデを捩った「シゲ」という器具も紹介され、スイッチを押すと山口が長嶋茂雄の口調で、器具の作動アナウンス音を再現する場面があり、長嶋を連想させるものであった。

## 放送後の反応
このコントにより、監督である王を侮辱したとして、当時の球団社長である高塚猛が激怒。即座にダイエー球団側がフジテレビに抗議する事態に発展した。その後、翌日の同番組内で謝罪を行うも、番組冒頭15秒程度のものであり、誠意がないなどとさらに批判を受ける事態となり、後にフジテレビが王本人と球団関係者に謝罪した。しかしながら8月19日には、ダイエー球団の高塚オーナー代行が「同年の日本シリーズ中継にフジテレビ系列のフルネット局を推薦しない」方針を表明した。もちろん、地元福岡に放送局を構えるフジテレビ系列のネット局であるテレビ西日本も含まれおり、これまで、一軍の地上波生放送や二軍戦の深夜放送などを積極的に行うほど力を入れていたにも関わらず、この一件により、他番組内でホークスの話題を放送する事さえ憚られるほどの影響を受けた。
なお、最終戦の放送権はテレビ東京が獲得し、第7戦までもつれたため実際に放送された。
また、当番組内で使用した便器の製造元であるTOTOや、コント名の基となったジャパネットたかたからも激しい抗議を受け、両者がフジテレビのスポンサーから撤退する事態にも発展した。
一方、星野仙一もスポーツ紙からの取材に際し、フジテレビおよび山口と宮迫と、両者の所属する吉本興業に対する不快感を激しい口調で表明し、これを受けて阪神球団も関西テレビ放送を含めフジテレビ系列局を推薦しなかった。このコントに関して長嶋の親族や読売グループからの抗議は特に無かった。
番組の制作局であるフジテレビも、テレビ西日本・関西テレビ放送を含む番組の制作に一切関与していないフジテレビ系列（FNN・FNS）のフルネット局も巻き込む形で責任を取ることとなり、2003年の日本シリーズについて、日本テレビ系列とのクロスネット局であるテレビ大分（NNN・NNSともに加盟）、テレビ宮崎（NNNのみ加盟、さらにテレビ朝日系列〈ANN〉にも実質的にニュース系列部門のみ加盟）以外のFNS系列局では試合中継の放送が全く行われない事態となった（第7戦のダイジェスト中継も前述のクロスネット2局を含むフジテレビ系列局では実施されなかった）。
なお、クロスネット局での『水10!』の通常の編成は、テレビ大分では遅れネットでテレビ宮崎は同時ネットであった。
民放が3局以下の地域で、なおかつフジテレビ系列局が所在する地域で放送されたこの年の日本シリーズの試合は以下の通り。このうち福井県は福井放送のみでの放送となった。なお、フジテレビ系列局が所在しない青森県・山梨県・山口県・徳島県ではこの年の日本シリーズの放送には影響しなかった。
- 秋田県 - 秋田放送（第2戦・第5戦・第7戦を放送）・秋田朝日放送（第3戦・第6戦を放送）
- 富山県 - チューリップテレビ（第1戦・第4戦を放送）・北日本放送（第2戦・第5戦・第7戦を放送）
- 福井県 - 福井放送（第2戦・第5戦・第7戦を放送）
- 鳥取県・島根県 - 山陰放送（第1戦・第4戦・第7戦を放送）・日本海テレビ（第2戦・第5戦を放送）
- 高知県 - テレビ高知（第1戦・第4戦を放送）・高知放送（第2戦・第5戦・第7戦を放送）
- 大分県 - 大分放送（第1戦・第4戦・第7戦を放送）・テレビ大分（第2戦を放送）[注釈 4]・大分朝日放送（第3戦・第6戦を放送）
- 宮崎県 - 宮崎放送（第1戦・第4戦・第7戦を放送）・テレビ宮崎（第2戦・第5戦を放送）[注釈 5]
- 沖縄県 - 琉球放送（第1戦・第4戦を放送）・琉球朝日放送（第3戦・第6戦を放送）

## 事件への対応とその影響・公共広告機構へのCM差し替え
事件の翌週（2003年8月20日）の放送では、冒頭で須田哲夫（当時フジテレビアナウンサー）が謝罪したが謝罪の放送時間が15秒ほどしかなかったため、視聴者からは「この程度では謝罪にならない」という多くの苦情や批判がフジテレビに寄せられた。
この事件を受け、8月20日から9月末まで『水10!』自体は後半枠の『ココリコミラクルタイプ』も含め、前後の提供クレジットはすべて自粛した。この事件の影響から、番組名も『水10!・ワンナイ』から『水10!』となり、新聞の番組表にも『ワンナイ』のみ番組タイトルの表記は無くなった。この他にも、「企業イメージを損ねた」としてウォシュレットの製造元かつ商標権者でもある東陶機器（現・TOTO、本社所在地・福岡県北九州市小倉北区）や、コーナーのネタ元になったジャパネットたかた（現・ジャパネットホールディングス、本社所在地・長崎県佐世保市）が『FNNスーパーニュース』などのスポンサーを降板し（ジャパネットは後に復帰）、CMは公共広告機構（現・ACジャパン）のものに差し替えられる事態になった。
この事件について、王は、「野球界と芸能界を一緒にするからこういうことになる」との見解を示し、加えて「僕自身は実際に（同番組の映像を）見ていませんが、かなりえげつないものだったと聞いています。対応ですか？それは球団に任せているから」と冷静にコメントした。
その一方で、この事件に激怒していた星野とも親密である明石家さんまは、朝日新聞のインタビュー記事にてこの件に触れ、同コントの出演者に関してはフォローするコメントを述べている。
その後、ホークスの日本シリーズのFNS系列での中継放送は次に日本シリーズに進出する後身の福岡ソフトバンクホークスにて、2011年まで地元局のテレビ西日本を含め行われなかった。
須田が謝罪したこの日の放送でも、番組は妊婦に扮した小池栄子に粉ミルクをかけるというコントを放送、視聴者からは「育児に不可欠な粉ミルクを軽率に扱うとは何事か!」などの苦情が寄せられた。さらには製造元である和光堂が、「企業イメージを損ねた」とフジテレビに抗議する事態に発展した。
宮迫は2021年、自身のyoutubeチャンネルで山口と対談した際、リハーサルの時からクレームが来ないか心配していたが、スタッフや出演者も麻痺していたと語っている。また、王監督がTOTOの名誉顧問であることも知らなかったという。